# James Duddridge

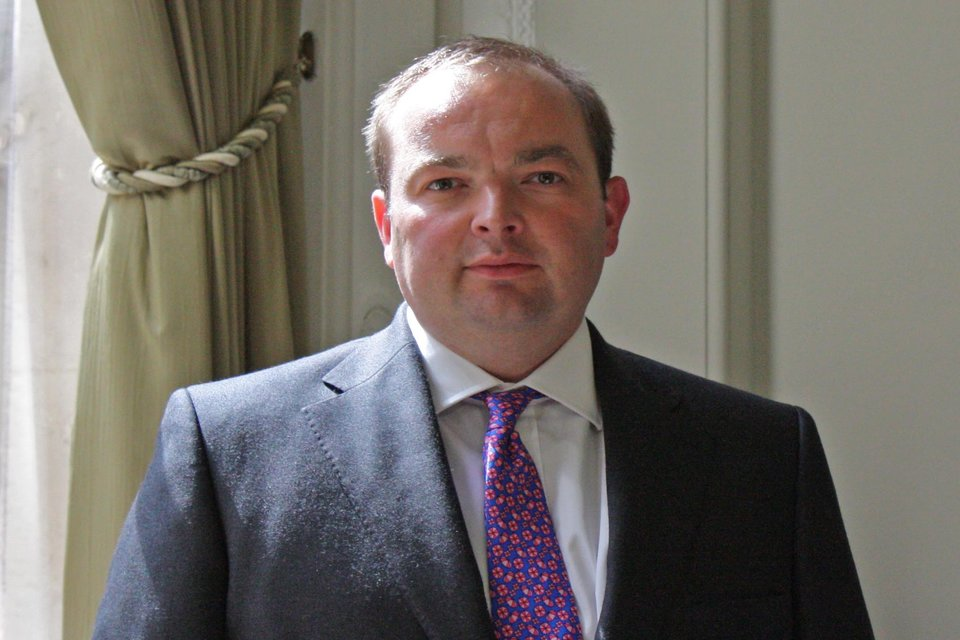

James Duddridge, MP (Bristol, 26 de agosto de 1971) é um deputado britânico, filiado a o Partido Conservador.
Em 11 de agosto de 2014, foi nomeado subsecretário de Estado parlamentar das Relações Exteriores do Reino Unido.